# اولیو مک‌کین
اولیو مک‌کین (به انگلیسی: Olive McKean) (زادهٔ ۱۰ اوت ۱۹۱۵) شناگر اهل ایالات متحده آمریکا است.